# Le Blanc
Le Blanc je naselje in občina v osrednji francoski regiji Centre-Val de Loire, podprefektura departmaja Indre. Leta 2009 je naselje imelo 6.946 prebivalcev.

## Geografija
Kraj leži v pokrajini Berry znotraj naravnega regijskega parka Brenne ob reki Creuse, 60 km jugozahodno od Châteaurouxa.

## Uprava
Le Blanc je sedež istoimenskega kantona, v katerega so poleg njegove vključene še občine Ciron, Concremiers, Douadic, Ingrandes, Pouligny-Saint-Pierre, Rosany, Ruffec in Saint-Aigny z 11.437 prebivalci.
Naselje je prav tako sedež okrožja, v katerem se nahajajo kantoni Bélâbre, Le Blanc, Mézières-en-Brenne, Saint-Benoît-du-Sault, Saint-Gaultier in Tournon-Saint-Martin s 33.016 prebivalci.

## Zanimivosti
- srednjeveški grad Château Naillac, danes se v njem nahaja ekomuzej Brenne,
- nekdanja cerkev sv. Sigirana,
- cerkev Saint-Génitour, francoski zgodovinski spomenik.

## Pobratena mesta
- Alberic / Alberique (Valencia, Španija),
- Bechhofen (Bavarska, Nemčija).